# Felix Hoffmann (Kunstwissenschaftler)
Felix Hoffmann (* 1972) ist ein deutscher Kunsthistoriker, Bild-, Kulturwissenschaftler und Ausstellungsmacher.

## Werdegang
Felix Hoffmann studierte in Wien und Berlin Bildwissenschaften, Kunstgeschichte und Kulturwissenschaften und schloss sein Studium mit einer Arbeit über das Verhältnis von „Fotografie und Tod“ bei Michael Diers und Hartmut Böhme ab. Von 2002 bis 2004 war er Stipendiat des Programms „Museumskuratoren für Fotografie“ der Alfried Krupp von Bohlen und Halbach-Stiftung am Münchner Stadtmuseum, am Kupferstich-Kabinett, Dresden und am Museum Folkwang. Von 2005 bis 2022 war er Hauptkurator (Programmleitung) der C/O Berlin Foundation, von 2019 bis 2022 auch Vorstand der Stiftung.
Seit Herbst 2022 ist Hoffmann Artistic Director Foto vom Foto Arsenal Wien.

## Lehrtätigkeit
Von 2010 bis 2022 lehrte Hoffmann an der Universität der Künste in Berlin „Kuratorische Praxis“. Von 2011 bis 2019 war er außerdem als Dozent an der Hartford University als Gastdozent sowie von 2008 bis 2022 an der Neuen Schule für Fotografie in Berlin. Von 2008 bis 2022 unterrichtete er auch an der Ostkreuzschule in Berlin als Gastdozent.

## Publikationen
(Auswahl)
- Foto Wien 2023 (Steidl Verlag)
- Send Me an Image.From Postcard to Social Media (Steidl Verlag, mit Kathrin Schoenegg)
- Voll das Leben. Fotografie in der DDR und die Staatsicherheit (Steidl Verlag)
- No Photos on the Dancefloor! Berlin 1989-today. München (Prestel, mit Heiko Hoffmann)
- Elfie Semotan. Contradiction. Berlin/Ostfildern (Hatje-Cantz)
- Araki. Impossible Love. Göttingen (Steidl Verlag)
- Das letzte Bild. Fotografie und Tod. Leipzig (Spektor Books, mit Friedrich Tietjen)
- Allure. Heidelberg (Kehrer, mit Birgit Filzmaier)
- Werkstatt für Photographie 1976–1986, Köln (König, mit Florian Ebner, Inka Schube, Thomas Weski)
- Gordon Parks. I Am You, Göttingen (Steidl Verlag)
- Ulrich Wüst. Stadtbilder/Spätsommer/Randlagen, Heidelberg, (Kehrer)
- Lore Krüger. Ein Koffer voller Bilder. Berlin (Braus)
- Anja Niedringhaus. At War, Berlin/Ostfildern (Hatje/Cantz)
- Robert Mapplethorpe. Retrospektive, Berlin (Eigenverlag)
- Peter Lindbergh. On Street, München (Schirmer/Mosel)
- unheimlich vertraut. Bilder vom Terror und 9/11, Köln (König)